# Oroborus

Oroborus est un gestionnaire de fenêtres

Oroborus  est un gestionnaire de fenêtres minimaliste libre pour X Window System. Il peut fonctionner sur les systèmes d’exploitation GNU/Linux, BSD, Darwin (Mac OS X) et autres systèmes apparentés à UNIX.
Il est distribué selon les termes de la licence GNU GPL.
Ses caractéristiques principales sont sa faible utilisation de la mémoire, l’utilisation importante des raccourcis claviers et la compatibilité avec GNOME.
Le nom du logiciel provient de l'Ouroboros.